# L'amore è qui
L'amore è qui è il sesto album in studio del rapper italiano Nesli, pubblicato il 28 settembre 2010 dalla Universal Music Group.
Il disco ha debuttato alla 13ª posizione della classifica italiana degli album ed è stato anticipato da due singoli: Notte vera, pubblicato il 4 giugno, e dall'omonimo L'amore è qui, pubblicato il 30 agosto 2010. Un ulteriore singolo, intitolato Capricorno e realizzato con il gruppo pop rock Just Off Turner, è stato reso disponibile per il passaggio radiofonico a partire dal 21 gennaio 2011.

## Tracce
1. Oltre – 2:43
2. Noi – 3:23
3. Mia follia (con la partecipazione di Giovanni Gulino) – 3:14
4. Lasciami andare – 3:34
5. Capricorno (con la partecipazione di Just Off Turner) – 4:17
6. Notte vera – 3:18
7. L'eternità – 4:34
8. Il tempo – 3:16
9. Francesco – 2:28
10. Non dimenticare – 3:08
11. L'amore è qui – 4:14

Traccia bonus nella versione di iTunes
1. L'amore è qui (Instrumental) – 4:15

## Formazione
Musicisti
- Nesli – rapping, voce, produzione artistica ed esecutiva
- Giovanni Gulino – voce aggiuntiva in Mia follia
- Just Off Turner – musicisti d'eccezione in Capricorno
  - Bryan Mounce – voce e chitarra
  - Stephen Andrews – basso, voce
  - Phil Metzler – tastiera, voce
  - Eric Gustafson – batteria, voce

Produzione
- Matteo Cantaluppi – produzione artistica
- Filippo Fornaciari – produzione artistica
- Jacopo Levantaci – produzione esecutiva

## Classifiche
| Classifica (2010) | Posizione massima |
| ----------------- | ----------------- |
| Italia            | 13                |